# Ñ

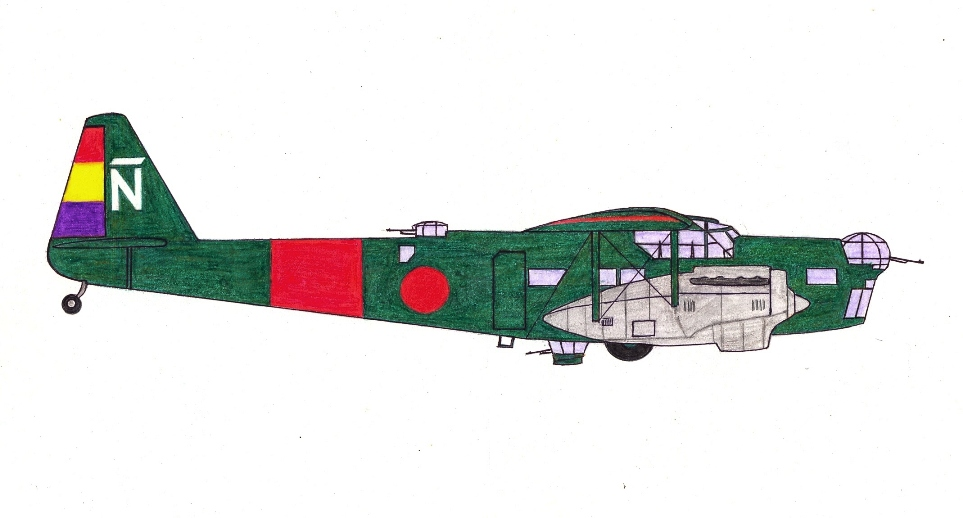
Le Potez 540 Ñ des Forces aériennes de la République espagnole.

Le Ñ, ñ ou n tilde, aussi appelé la eñe, egne (en espagnol : eñe, nom féminin) est une consonne utilisée en aragonais, asturien, basque, breton, espagnol, galicien, guarani, hassanya, karone, tagalog, wamey, wolof, etc. En espagnol, il est utilisé pour représenter un son palatal nasal dont le symbole dans l'alphabet phonétique international est [ɲ] (comme le français ‹ gn ›). Il est aussi utilisé dans le digramme ‹ ñg › de l’alphabet des langues d’Angola.

## Utilisation
En français, ‹ ñ › est principalement utilisé dans quelques mots d’emprunt et n’est souvent pas considéré comme faisant partie de l’alphabet. Il n’est par exemple pas admis comme faisant partie des « voyelles et consonne accompagnées d’un signe diacritique connues de la langue française » dans la circulaire du 23 juillet 2014 relative à l’état civil adopté par le ministère de la Justice de France. Cependant, comme le confirme l’Académie française, le tilde a été utilisé comme signe abréviatif en français jusqu’au XVIIIe siècle ; il figure aussi dans tous les grands dictionnaires généralistes du français du XXIe siècle (Robert, Hachette, Larousse, Trésor de la langue française), notamment dans le mot d’origine espagnole « cañon ».

### En espagnol
Le ñ est la quinzième lettre de version castillane de l'alphabet latin, entre le N et le O dans l'ordre alphabétique. Il est une lettre à part entière, l'alphabet castillan comportant vingt-sept lettres (non vingt-neuf car le ch et le ll sont des digrammes exclus de l’alphabet depuis 2010).
Historiquement, le ñ représentait deux N : « nn » : le tilde sur le « n » étant le raccourci sténographique pour le deuxième « n ». Par exemple, le mot año (année) vient du latin annus.
Étant une lettre typiquement espagnole, elle est souvent utilisée comme le symbole de cette langue : l'Institut Cervantes a incorporé le Ñ dans son logo.

### En français

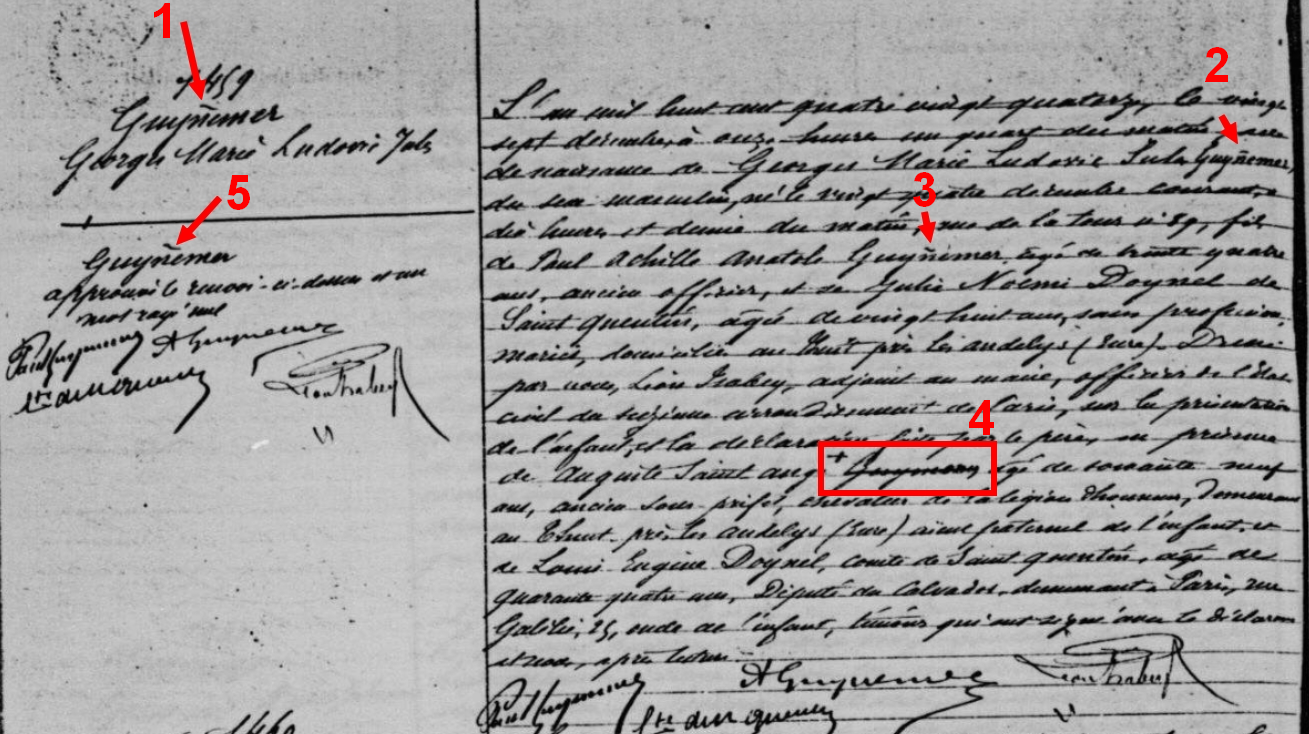
Tildes dans l'acte de naissance de Georges Guyñemer (1894)
1, 2, 3 tildes valides ;
4 tilde manquant ;
5 rectification marginale du tilde manquant.

En ancien et moyen français, le tilde appelé tiltre en français, servait d'une part à l'abréviation : « Tiltre signifie tantost une ligne qu'on met sur des lettres pour suppléer l'abbreuiation des lettres totales d'un mot que l'Espagnol appelle tilde, le tirant du latin titulus, ainsi que nous », d'autre part comme barre de nasalité : « La lettre consonne n ou m notant la nasalité d'une voyelle a été très tôt remplacée par une barre de nasalité que maintient l'emploi du tilde dans les alphabets phonétiques modernes. Cette barre irrégulièrement usitée, était encore courante aux XVIe et XVIIe siècles. La possibilité de confusion avec les accents ainsi que les flottements de la nasalisation expliquent l'abandon de ce signe diacritique. »
En français moderne, Pierre-Claude Boiste est le premier lexicographe à inclure le mot tilde dans son dictionnaire publié en 1800. Il consacre l'existence du ñ : « Les nasales sont des consonnantes dont l'émission vocale se fait par le nez (n, gn ou n tildée). » Les écrivains romantiques comme Alfred de Musset remettent le ñ à la mode : « La señora, pourtant contre sa jalousie, Collant son front rêveur à sa vitre noircie. » On trouve uniquement le ñ dans quelques mots d’origine espagnole : cañon, señor, señora, señorita, doña, piraña. Le rapport de 1990 sur les rectifications orthographiques recommande la francisation et donc de ne pas utiliser le ñ. Il figure aussi de manière résiduelle sur des patronymes tels que Guyñemer (l’acte de naissance de Georges Guyñemer, le 27 décembre 1894, en est une illustration).

### Dans les autres langues
Le ñ est également présent dans les alphabets breton, wolof, aragonais (Grafía de Uesca de 1987), asturien, basque, galicien et guarani.
En France, la circulaire Taubira de juillet 2014 proscrit l'utilisation du ñ, ainsi que d'autres lettres accompagnées de signes diacritiques dits « de langue étrangère » ou « non connues de la langue française », dans les prénoms déclarés, les noms de familles ou toutes autres indications contenues dans les actes de l'état-civil.
L'un des arguments utilisés contre l'utilisation du ñ dans l'état-civil est que l'ordonnance de Villers-Cotterets de 1539 ne l'autorise pas. En effet, l'orthographe n'y est pas évoquée, mais le ñ est lui-même utilisé dans cette ordonnance royale,  que la Révolution française a abolie comme les autres.  
Ainsi, le prénom breton Fañch, plusieurs fois refusé depuis la publication de la circulaire en 2014, a été à nouveau refusé par l'état-civil d'Angers dix ans après, en janvier 2024 au point que plusieurs élus s'en sont émus. 

#### En breton
En breton, il est utilisé aux XVIIe et XVIIIe siècles comme signe abréviatif. Au XIXe siècle le grammairien Le Gonidec l'utilise comme en espagnol (koaña = koagna (souper). Ce n'est que depuis 1907 que la graphie mise au point par Émile Ernault l'utilise pour marquer la nasalisation des voyelles a, e et i, comme dans les verbes bezañ (être), debriñ (manger) ou le pronom personnel eñ (il, lui), ainsi que le prénom Fañch, ce qui a précipité l'affaire Fañch.
En 2023 un monument est construit à Landerneau pour honorer le ñ interdit dans les prénoms bretons par la circulaire  Taubira de 2014.

## Usage en informatique

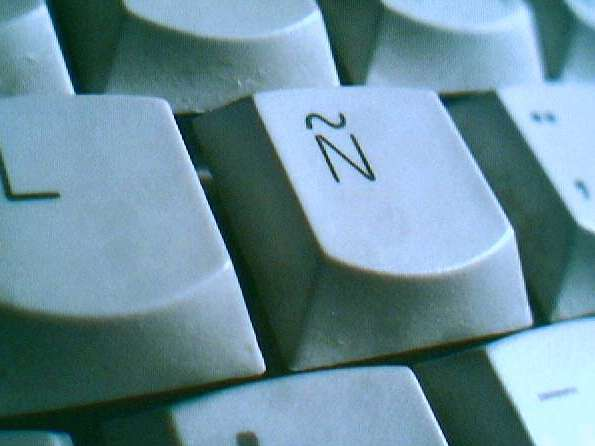
Touche Ñ sur un clavier espagnol.

Dans Unicode, le n tilde fait partie du bloc supplément latin-1, Ñ a pour point de code U+00D1 et ñ U+00F1. Ces deux caractères sont nommées respectivement lettre majuscule latine n tilde et lettre minuscule latine n tilde. Le n tilde peut aussi être composé à l'aide du diacritique tilde «  ̃ » U+0303.
- précomposé (supplément latin-1) :

| formes    | représentations | chaînes de caractères | points de code | descriptions                    |
| --------- | --------------- | --------------------- | -------------- | ------------------------------- |
| capitale  | Ñ               | Ñ                     | U+00D1         | lettre majuscule latine n tilde |
| minuscule | ñ               | ñ                     | U+00F1         | lettre minuscule latine n tilde |

- décomposé (latin de base, diacritiques) :

| formes    | représentations | chaînes de caractères | points de code | descriptions                                |
| --------- | --------------- | --------------------- | -------------- | ------------------------------------------- |
| capitale  | Ñ               | N◌̃                    | U+004E U+0303  | lettre majuscule latine n diacritique tilde |
| minuscule | ñ               | n◌̃                    | U+006E U+0303  | lettre minuscule latine n diacritique tilde |

En HTML, il existe les codes :
- capitale Ñ : Ñ et &209; et &Ntilde;
- minuscule ñ : ñ et &241; et &ntilde;.

### Entrée au clavier
Sur les dispositions de clavier possédant un tilde mort, comme l’azerty ou le qwertz, en saisissant le tilde mort puis n ou N.
Sur les claviers espagnols, le caractère étant plus fréquent dans la langue, la touche Ñ est présent en accès direct à droite de la touche L.
Par la méthode de saisies par numéro de caractère : Alt + 164 pour ñ et Alt + 165 pour Ñ.